# Грінько Алла Павлівна
Грінько Алла Павлівна (нар. 28 квітня 1959) - доктор економічних наук, професор, відмінник освіти України, декан факультету менеджменту Харківського державного університету харчування та торгівлі, професор кафедри менеджменту, бізнесу та професійних комунікацій Каразінського банківського  інституту Харківського універистету.

## Біографія
Алла Павлівна народилася 29 квітня 1959 року в м. Новомосковськ Дніпропетровської області.
У 1981 році закінчила Харківський інститут громадського харчування, працювала асистенткою на кафедрі бухгалтерського обліку.
У 1989 році закінчила аспірантуру Київського торговельно-економічного інституту, захистила кандидатську дисертацію.
У 1991 році присвоєно вчене звання доцента.
У 2005 році декан факультету менеджменту.
У 2006 році професор кафедри бухгалтерського обліку, аудиту й оподаткування.
У 2008 році присвоєно вчене звання професора.
У 2015 році захистила докторську дисертацію «Бухгалтерський облік, аналіз та аудит».
З 2016 року входить до складу редакційної колегії Міжнародного наукового журналу «Інтернаука».
З 2020 року професор кафедри менеджменту, бізнесу та професійних комунікацій Каразінського банківського інституту Харківського університету.

## Праці
Алла Павлівна авторка понад 350 наукових та навчально-методичних робіт, зокрема 26 навчальних посібників, 6 монографій та 84 навчально-методичних розробок.
Наукові інтереси: розробка теоретико-концептуальних, організаційних та методологічних засад інформаційного забезпечення управління підприємствами, теоретичних і практичних положень щодо інноваційного розвитку підприємств, теоретико-методологічних положень інституціоналізації, інформатизації та інтелектуалізації систем управління.

## Відзаки та нагороди
- Знак «Відмінник освіти України» (2002);
- нагрудний знак «За наукові та освітні досягнення» (2018);
- нагрудний знак «Орден святої великомучениці Варвари» ІІ ступеня;
- грамоти та подяки МОН України, Харківської облдержадміністрації і ХДУХТ;
- переможниця ХІ та ХІХ обласних конкурсів «Вища школа - кращі імена» у номінації «Кращий декан Харківщини» (2009, 2017).